# Neuhaeusel
Neuhaeusel település Franciaországban, Bas-Rhin megyében. Lakosainak száma 396 fő (2022. január 1.). Neuhaeusel Beinheim, Fort-Louis és Roppenheim községekkel határos.

## Népesség
A település népességének változása:
| Lakosok száma | 359  | 349  | 346  | 351  | 358  | 365  | 395  | 390  | 396  |
|               | 2013 | 2015 | 2016 | 2017 | 2018 | 2019 | 2020 | 2021 | 2022 |